# Herbert Nordrum
Herbert Nordrum (* 30. Juni 1987 in Bærum) ist ein norwegischer Film- und Theaterschauspieler.

## Leben
Herbert Nordrum wurde 1987 in Bærum geboren. Von 2008 bis 2011 studierte er an der Teaterhøgskolen in Oslo. Von 2012 bis 2015 war er am Trøndelag Theater tätig und spielte unter anderem Happy in Tod eines Handlungsreisenden. Am Nationaltheater spielte er Antonio in Der Sturm am Torshovteatret, Oliver in Wie es euch gefällt, Romeo in Romeo und Julia und Hamlet in Hamlet.
Sein Debüt als Filmschauspieler gab er in dem Film Pornopung, der 2013 in Norwegen seine Premiere feierte. Im Film spielt er Karl und wurde hierfür 2014 beim Amanda als bester Nebendarsteller ausgezeichnet. Es folgten Hauptrollen in der Fernsehserie Match und im Film Fjols til fjells, in dem er Poppe spielte. Für diese Rolle erhielt er beim Amanda eine Nominierung als bester Hauptdarsteller. Seit 2019 ist er in der Rolle von HC in der Fernsehserie Beforeigners: Mörderische Zeiten zu sehen. Eine Hauptrolle erhielt Nordrum auch in der Filmkomödie Der schlimmste Mensch der Welt von Joachim Trier, die im Juli 2021 bei den Internationalen Filmfestspielen von Cannes ihre Premiere feierte. Auch in der  satirischen Tragikomödie Hypnose von Ernst De Geer war Nordrum in einer der beiden Hauptrolle zu sehen. Die Premiere des Films erfolgte im Juli 2023 im Wettbewerb des Internationalen Filmfestivals Karlovy Vary, und Nordrum wurde hier als bester Schauspieler ausgezeichnet.

## Filmografie
- 2013: Pornopung
- 2015: Kvinner i for store herreskjorter
- 2015–2018: Jung & vielversprechend (Unge lovende, Fernsehserie, 10 Folgen)
- 2016: The King’s Choice – Angriff auf Norwegen (Kongens Nei)
- 2017: Melk (Fernsehserie, 8 Folgen)
- 2018: Match (Fernsehserie, 20 Folgen)
- 2019: Amundsen
- seit 2019: Beforeigners: Mörderische Zeiten (Beforeigners)
- seit 2020: Fjols til fjells
- 2021: Der schlimmste Mensch der Welt (Verdens verste menneske)
- 2023: Hypnose (Hypnosen)
- 2023: The Royal Hotel
- 2025: Solomamma

## Auszeichnungen (Auswahl)
Amanda
- 2014: Auszeichnung als Bester Nebendarsteller (Pornopung)
- 2020: Nominierung als Bester Hauptdarsteller (Fjols til Fjells)

Internationales Filmfestival Karlovy Vary
- 2023: Auszeichnung als Bester Schauspieler (Hypnose)